# Giro d’Italia 2022
Giro d’Italia 2022 var den 105:e upplagan av italienska Grand Tour-loppet Giro d’Italia. Cykeltävlingen startade den 6 maj i Budapest i Ungern och avslutades den 29 maj i Verona i Italien. Jai Hindley tog totalsegern i Giro d’Italia och blev den första från Australien att vinna tävlingen.

## Deltagande lag
Arkéa–Samsic var inbjuden till samtliga UCI World Tour-tävlingar under året, men avböjde att tävla i detta års Giro för att istället fokusera på Tour de France och Vuelta a España.
UCI World Tour
- AG2R Citroën Team (ALM)
- Astana Qazaqstan Team (AST)
- Bora–Hansgrohe (BOH)
- Cofidis (COF)
- EF Education–EasyPost (EFE)
- Groupama–FDJ (FDJ)
- Ineos Grenadiers (IGD)
- Intermarché–Wanty–Gobert Matériaux (IWG)
- Israel–Premier Tech (IPT)
- Lotto–Soudal (LTS)
- Movistar Team (MOV)
- Quick-Step Alpha Vinyl Team (QST)
- Team Bahrain Victorious (TBV)
- Team BikeExchange–Jayco (BEX)
- Team DSM (DSM)
- Team Jumbo–Visma (TJV)
- Trek–Segafredo (TFS)
- UAE Team Emirates (UAD)

UCI ProSeries
- Alpecin–Fenix (AFC)
- Bardiani–CSF–Faizanè (BCF)
- Drone Hopper–Androni Giocattoli (DRA)
- Eolo–Kometa (EOK)

## Etapper
| Etapp  | Datum  | Start-Mål                                                    | Distans    | Typ        | Typ                    | Vinnare                    |            |
| ------ | ------ | ------------------------------------------------------------ | ---------- | ---------- | ---------------------- | -------------------------- | ---------- |
| 1      | 6 maj  | Budapest (Ungern) till Visegrád (Ungern)                     | 195 km     |            | Flack etapp            | Mathieu van der Poel (NED) |            |
| 2      | 7 maj  | Budapest (Ungern)                                            | 9,2 km     |            | Individuellt tempolopp | Simon Yates (GBR)          |            |
| 3      | 8 maj  | Kaposvár (Ungern) till Balatonfüred (Ungern)                 | 201 km     |            | Flack etapp            | Mark Cavendish (GBR)       |            |
|        | 9 maj  | Avola                                                        | Avola      |            | Vilodag                | Vilodag                    |            |
| 4      | 10 maj | Avola till Etna (Rif. Sapienza)                              | 172 km     |            | Bergsetapp             | Lennard Kämna (GER)        |            |
| 5      | 11 maj | Catania till Messina                                         | 174 km     |            | Flack etapp            | Arnaud Démare (FRA)        |            |
| 6      | 12 maj | Palmi till Scalea (Riviera dei Cedri)                        | 192 km     |            | Flack etapp            | Arnaud Démare (FRA)        |            |
| 7      | 13 maj | Diamante till Potenza                                        | 196 km     |            | Kuperad etapp          | Koen Bouwman (NED)         |            |
| 8      | 14 maj | Neapel till Neapel (Procida Capitale Italiana della Cultura) | 153 km     |            | Kullig etapp           | Thomas De Gendt (BEL)      |            |
| 9      | 15 maj | Isernia till Blockhaus                                       | 191 km     |            | Bergsetapp             | Jai Hindley (AUS)          |            |
|        | 16 maj | Pescara                                                      | Pescara    |            | Vilodag                | Vilodag                    |            |
| 10     | 17 maj | Pescara till Jesi                                            | 196 km     |            | Kullig etapp           | Biniam Girmay (ERI)        |            |
| 11     | 18 maj | Santarcangelo di Romagna till Reggio Emilia                  | 203 km     |            | Flack etapp            | Alberto Dainese (ITA)      |            |
| 12     | 19 maj | Parma till Genua                                             | 204 km     |            | Kuperad etapp          | Stefano Oldani (ITA)       |            |
| 13     | 20 maj | Sanremo till Cuneo                                           | 150 km     |            | Flack etapp            | Arnaud Démare (FRA)        |            |
| 14     | 21 maj | Santena till Torino                                          | 147 km     |            | Bergsetapp             | Simon Yates (GBR)          |            |
| 15     | 22 maj | Rivarolo Canavese till Cogne                                 | 178 km     |            | Bergsetapp             | Giulio Ciccone (ITA)       |            |
|        | 23 maj | Salò                                                         | Salò       |            | Vilodag                | Vilodag                    |            |
| 16     | 24 maj | Salò till Aprica (Sforzato Wine Stage)                       | 202 km     |            | Bergsetapp             | Jan Hirt (CZE)             |            |
| 17     | 25 maj | Ponte di Legno till Lavarone                                 | 168 km     |            | Bergsetapp             | Santiago Buitrago (COL)    |            |
| 18     | 26 maj | Borgo Valsugana till Treviso                                 | 152 km     |            | Flack etapp            | Dries De Bondt (BEL)       |            |
| 19     | 27 maj | Marano Lagunare till Santuario di Castelmonte                | 177 km     |            | Bergsetapp             | Koen Bouwman (NED)         |            |
| 20     | 28 maj | Belluno till Marmolada (Passo Fedaia)                        | 168 km     |            | Bergsetapp             | Alessandro Covi (ITA)      |            |
| 21     | 29 maj | Verona (Cronometro delle Colline Veronesi)                   | 17,4 km    |            | Individuellt tempolopp | Matteo Sobrero (ITA)       |            |
| Totalt | Totalt | Totalt                                                       | 3 445,6 km | 3 445,6 km | 3 445,6 km             | 3 445,6 km                 | 3 445,6 km |

## Tröjutveckling
| Etapp           | Vinnare              | Totaltävlingen       | Poängtävlingen       | Bergstävlingen       | Ungdomstävlingen | Lagtävlingen                       | Sprinttävlingen  | Mest offensiva cyklisten | Utbrytningstävlingen | Fair play-tävlingen     |
| --------------- | -------------------- | -------------------- | -------------------- | -------------------- | ---------------- | ---------------------------------- | ---------------- | ------------------------ | -------------------- | ----------------------- |
| 1               | Mathieu van der Poel | Mathieu van der Poel | Mathieu van der Poel | Mathieu van der Poel | Biniam Girmay    | Ineos Grenadiers                   | Filippo Tagliani | Lennard Kämna            | Mattia Bais          | Alpecin–Fenix           |
| 2               | Simon Yates          | Mathieu van der Poel | Mathieu van der Poel | Mathieu van der Poel | Matteo Sobrero   | Team Jumbo–Visma                   | Mattia Bais      | Rick Zabel               | Mattia Bais          | Alpecin–Fenix           |
| 3               | Mark Cavendish       | Mathieu van der Poel | Mathieu van der Poel | Rick Zabel           | Matteo Sobrero   | Team Jumbo–Visma                   | Filippo Tagliani | Mattia Bais              | Mattia Bais          | Alpecin–Fenix           |
| 4               | Lennard Kämna        | Juan Pedro López     | Mathieu van der Poel | Lennard Kämna        | Juan Pedro López | Bora–Hansgrohe                     | Filippo Tagliani | Stefano Oldani           | Mattia Bais          | Trek–Segafredo          |
| 5               | Arnaud Démare        | Juan Pedro López     | Arnaud Démare        | Lennard Kämna        | Juan Pedro López | Bora–Hansgrohe                     | Filippo Tagliani | Mattia Bais              | Mattia Bais          | Trek–Segafredo          |
| 6               | Arnaud Démare        | Juan Pedro López     | Arnaud Démare        | Lennard Kämna        | Juan Pedro López | Bora–Hansgrohe                     | Filippo Tagliani | Diego Rosa               | Mattia Bais          | Trek–Segafredo          |
| 7               | Koen Bouwman         | Juan Pedro López     | Arnaud Démare        | Koen Bouwman         | Juan Pedro López | Trek–Segafredo                     | Filippo Tagliani | Tom Dumoulin             | Mattia Bais          | Trek–Segafredo          |
| 8               | Thomas De Gendt      | Juan Pedro López     | Arnaud Démare        | Koen Bouwman         | Juan Pedro López | Intermarché–Wanty–Gobert Matériaux | Filippo Tagliani | Thomas De Gendt          | Mattia Bais          | Bora–Hansgrohe          |
| 9               | Jai Hindley          | Juan Pedro López     | Arnaud Démare        | Diego Rosa           | Juan Pedro López | Bora–Hansgrohe                     | Filippo Tagliani | João Almeida             | Mattia Bais          | Team DSM                |
| 10              | Biniam Girmay        | Juan Pedro López     | Arnaud Démare        | Diego Rosa           | Juan Pedro López | Bora–Hansgrohe                     | Filippo Tagliani | Alessandro De Marchi     | Mattia Bais          | Team DSM                |
| 11              | Alberto Dainese      | Juan Pedro López     | Arnaud Démare        | Diego Rosa           | Juan Pedro López | Bora–Hansgrohe                     | Filippo Tagliani | Dries De Bondt           | Mattia Bais          | Team DSM                |
| 12              | Stefano Oldani       | Juan Pedro López     | Arnaud Démare        | Diego Rosa           | Juan Pedro López | Intermarché–Wanty–Gobert Matériaux | Filippo Tagliani | Lorenzo Rota             | Mattia Bais          | Team DSM                |
| 13              | Arnaud Démare        | Juan Pedro López     | Arnaud Démare        | Diego Rosa           | Juan Pedro López | Intermarché–Wanty–Gobert Matériaux | Filippo Tagliani | Pascal Eenkhoorn         | Mattia Bais          | Bora–Hansgrohe          |
| 14              | Simon Yates          | Richard Carapaz      | Arnaud Démare        | Diego Rosa           | João Almeida     | Bora–Hansgrohe                     | Filippo Tagliani | Richard Carapaz          | Mattia Bais          | Team Bahrain Victorious |
| 15              | Giulio Ciccone       | Richard Carapaz      | Arnaud Démare        | Koen Bouwman         | João Almeida     | Bora–Hansgrohe                     | Filippo Tagliani | Giulio Ciccone           | Mattia Bais          | Team Bahrain Victorious |
| 16              | Jan Hirt             | Richard Carapaz      | Arnaud Démare        | Koen Bouwman         | João Almeida     | Bora–Hansgrohe                     | Filippo Tagliani | Thymen Arensman          | Mattia Bais          | Team Bahrain Victorious |
| 17              | Santiago Buitrago    | Richard Carapaz      | Arnaud Démare        | Koen Bouwman         | João Almeida     | Team Bahrain Victorious            | Filippo Tagliani | Mathieu van der Poel     | Mattia Bais          | Team Bahrain Victorious |
| 18              | Dries De Bondt       | Richard Carapaz      | Arnaud Démare        | Koen Bouwman         | Juan Pedro López | Team Bahrain Victorious            | Filippo Tagliani | Edoardo Affini           | Mattia Bais          | Team Bahrain Victorious |
| 19              | Koen Bouwman         | Richard Carapaz      | Arnaud Démare        | Koen Bouwman         | Juan Pedro López | Team Bahrain Victorious            | Filippo Tagliani | Andrea Vendrame          | Mattia Bais          | Team Bahrain Victorious |
| 20              | Alessandro Covi      | Jai Hindley          | Arnaud Démare        | Koen Bouwman         | Juan Pedro López | Team Bahrain Victorious            | Filippo Tagliani | Alessandro Covi          | Mattia Bais          | Team Bahrain Victorious |
| 21              | Matteo Sobrero       | Jai Hindley          | Arnaud Démare        | Koen Bouwman         | Juan Pedro López | Team Bahrain Victorious            | Filippo Tagliani | Mathieu van der Poel     | Mattia Bais          | Team Bahrain Victorious |
| Slutlig vinnare | Slutlig vinnare      | Jai Hindley          | Arnaud Démare        | Koen Bouwman         | Juan Pedro López | Team Bahrain Victorious            | Filippo Tagliani | Mathieu van der Poel     | Mattia Bais          | Team Bahrain Victorious |

## Resultat

### Sammanlagt
| \| Totaltävlingen \| Totaltävlingen \| Totaltävlingen \| Totaltävlingen \| Totaltävlingen \| \| Cyklist \| Cyklist \| Lag \| Tid \| \| \| -------------- \| ------------------ \| ---------------------------------- \| -------------- \| -------------- \| \| 1. \| Jai Hindley \| Bora-Hansgrohe \| 86t 31' 14" \| \| \| 2. \| Richard Carapaz \| Ineos Grenadiers \| + 1' 18" \| \| \| 3. \| Mikel Landa \| Bahrain Victorious \| + 3' 24" \| \| \| 4. \| Vincenzo Nibali \| Astana Qazaqstan Team \| + 9' 02" \| \| \| 5. \| Peio Bilbao \| Bahrain Victorious \| + 9' 14" \| \| \| 6. \| Jan Hirt \| Intermarché-Wanty-Gobert Matériaux \| + 9' 28" \| \| \| 7. \| Emanuel Buchmann \| Bora-Hansgrohe \| + 13' 19" \| \| \| 8. \| Domenico Pozzovivo \| Intermarché-Wanty-Gobert Matériaux \| + 17' 29" \| \| \| 9. \| Hugh Carthy \| EF Education-EasyPost \| + 17' 54" \| \| \| 10. \| Juan Pedro López \| Trek-Segafredo \| + 18' 40" \| \| \| 11. \| Alejandro Valverde \| Movistar Team \| + 23' 24" \| \| \| 12. \| Santiago Buitrago \| Bahrain Victorious \| + 24' 23" \| \| \| 13. \| Lucas Hamilton \| BikeExchange-Jayco \| + 28' 02" \| \| \| 14. \| Guillaume Martin \| Cofidis \| + 28' 37" \| \| \| 15. \| Lorenzo Fortunato \| Eolo-Kometa \| + 33' 15" \| \| \| 16. \| Pavel Sivakov \| Ineos Grenadiers \| + 41' 43" \| \| \| 17. \| Wilco Kelderman \| Bora-Hansgrohe \| + 41' 45" \| \| \| 18. \| Thymen Arensman \| Team DSM \| + 42' 31" \| \| \| 19. \| Lennard Kämna \| Bora-Hansgrohe \| + 43' 58" \| \| \| 20. \| Sam Oomen \| Jumbo-Visma \| + 1t 04' 22" \| \| |                    |                                    |              |
| |                    |                                    |              |
| Källa: ProCyclingStats |                    |                                    |              |
| Totaltävlingen |                    |                                    |              |
| Cyklist | Cyklist            | Lag                                | Tid          |
| 1. | Jai Hindley        | Bora-Hansgrohe                     | 86t 31' 14"  |
| 2. | Richard Carapaz    | Ineos Grenadiers                   | + 1' 18"     |
| 3. | Mikel Landa        | Bahrain Victorious                 | + 3' 24"     |
| 4. | Vincenzo Nibali    | Astana Qazaqstan Team              | + 9' 02"     |
| 5. | Peio Bilbao        | Bahrain Victorious                 | + 9' 14"     |
| 6. | Jan Hirt           | Intermarché-Wanty-Gobert Matériaux | + 9' 28"     |
| 7. | Emanuel Buchmann   | Bora-Hansgrohe                     | + 13' 19"    |
| 8. | Domenico Pozzovivo | Intermarché-Wanty-Gobert Matériaux | + 17' 29"    |
| 9. | Hugh Carthy        | EF Education-EasyPost              | + 17' 54"    |
| 10. | Juan Pedro López   | Trek-Segafredo                     | + 18' 40"    |
| 11. | Alejandro Valverde | Movistar Team                      | + 23' 24"    |
| 12. | Santiago Buitrago  | Bahrain Victorious                 | + 24' 23"    |
| 13. | Lucas Hamilton     | BikeExchange-Jayco                 | + 28' 02"    |
| 14. | Guillaume Martin   | Cofidis                            | + 28' 37"    |
| 15. | Lorenzo Fortunato  | Eolo-Kometa                        | + 33' 15"    |
| 16. | Pavel Sivakov      | Ineos Grenadiers                   | + 41' 43"    |
| 17. | Wilco Kelderman    | Bora-Hansgrohe                     | + 41' 45"    |
| 18. | Thymen Arensman    | Team DSM                           | + 42' 31"    |
| 19. | Lennard Kämna      | Bora-Hansgrohe                     | + 43' 58"    |
| 20. | Sam Oomen          | Jumbo-Visma                        | + 1t 04' 22" |

### Övriga tävlingar
| Poängtävlingen | Poängtävlingen       | Poängtävlingen                  | Poängtävlingen | Poängtävlingen |
| Cyklist        | Cyklist              | Lag                             | Poäng          |                |
| -------------- | -------------------- | ------------------------------- | -------------- | -------------- |
| 1.             | Arnaud Démare        | Groupama-FDJ                    | 254 poäng      |                |
| 2.             | Fernando Gaviria     | UAE Team Emirates               | 136 poäng      |                |
| 3.             | Mark Cavendish       | Quick-Step Alpha Vinyl          | 132 poäng      |                |
| 4.             | Mathieu van der Poel | Alpecin-Fenix                   | 105 poäng      |                |
| 5.             | Alberto Dainese      | Team DSM                        | 95 poäng       |                |
| 6.             | Dries De Bondt       | Alpecin-Fenix                   | 83 poäng       |                |
| 7.             | Simone Consonni      | Cofidis                         | 73 poäng       |                |
| 8.             | Phil Bauhaus         | Bahrain Victorious              | 72 poäng       |                |
| 9.             | Koen Bouwman         | Jumbo-Visma                     | 71 poäng       |                |
| 10.            | Filippo Tagliani     | Drone Hopper-Androni Giocattoli | 70 poäng       |                |

| Poängtävlingen | Poängtävlingen       | Poängtävlingen                  | Poängtävlingen | Poängtävlingen |
| Cyklist        | Cyklist              | Lag                             | Poäng          |                |
| -------------- | -------------------- | ------------------------------- | -------------- | -------------- |
| 1.             | Arnaud Démare        | Groupama-FDJ                    | 254 poäng      |                |
| 2.             | Fernando Gaviria     | UAE Team Emirates               | 136 poäng      |                |
| 3.             | Mark Cavendish       | Quick-Step Alpha Vinyl          | 132 poäng      |                |
| 4.             | Mathieu van der Poel | Alpecin-Fenix                   | 105 poäng      |                |
| 5.             | Alberto Dainese      | Team DSM                        | 95 poäng       |                |
| 6.             | Dries De Bondt       | Alpecin-Fenix                   | 83 poäng       |                |
| 7.             | Simone Consonni      | Cofidis                         | 73 poäng       |                |
| 8.             | Phil Bauhaus         | Bahrain Victorious              | 72 poäng       |                |
| 9.             | Koen Bouwman         | Jumbo-Visma                     | 71 poäng       |                |
| 10.            | Filippo Tagliani     | Drone Hopper-Androni Giocattoli | 70 poäng       |                |

| Bergstävlingen | Bergstävlingen    | Bergstävlingen                     | Bergstävlingen | Bergstävlingen |
| Cyklist        | Cyklist           | Lag                                | Poäng          |                |
| -------------- | ----------------- | ---------------------------------- | -------------- | -------------- |
| 1.             | Koen Bouwman      | Jumbo-Visma                        | 294 poäng      |                |
| 2.             | Giulio Ciccone    | Trek-Segafredo                     | 163 poäng      |                |
| 3.             | Alessandro Covi   | UAE Team Emirates                  | 102 poäng      |                |
| 4.             | Diego Rosa        | Eolo-Kometa                        | 94 poäng       |                |
| 5.             | Davide Formolo    | UAE Team Emirates                  | 87 poäng       |                |
| 6.             | Jai Hindley       | Bora-Hansgrohe                     | 78 poäng       |                |
| 7.             | Lennard Kämna     | Bora-Hansgrohe                     | 78 poäng       |                |
| 8.             | Santiago Buitrago | Bahrain Victorious                 | 71 poäng       |                |
| 9.             | Richard Carapaz   | Ineos Grenadiers                   | 65 poäng       |                |
| 10.            | Jan Hirt          | Intermarché-Wanty-Gobert Matériaux | 57 poäng       |                |

| Bergstävlingen | Bergstävlingen    | Bergstävlingen                     | Bergstävlingen | Bergstävlingen |
| Cyklist        | Cyklist           | Lag                                | Poäng          |                |
| -------------- | ----------------- | ---------------------------------- | -------------- | -------------- |
| 1.             | Koen Bouwman      | Jumbo-Visma                        | 294 poäng      |                |
| 2.             | Giulio Ciccone    | Trek-Segafredo                     | 163 poäng      |                |
| 3.             | Alessandro Covi   | UAE Team Emirates                  | 102 poäng      |                |
| 4.             | Diego Rosa        | Eolo-Kometa                        | 94 poäng       |                |
| 5.             | Davide Formolo    | UAE Team Emirates                  | 87 poäng       |                |
| 6.             | Jai Hindley       | Bora-Hansgrohe                     | 78 poäng       |                |
| 7.             | Lennard Kämna     | Bora-Hansgrohe                     | 78 poäng       |                |
| 8.             | Santiago Buitrago | Bahrain Victorious                 | 71 poäng       |                |
| 9.             | Richard Carapaz   | Ineos Grenadiers                   | 65 poäng       |                |
| 10.            | Jan Hirt          | Intermarché-Wanty-Gobert Matériaux | 57 poäng       |                |

| Ungdomstävlingen | Ungdomstävlingen  | Ungdomstävlingen       | Ungdomstävlingen | Ungdomstävlingen |
| Cyklist          | Cyklist           | Lag                    | Tid              |                  |
| ---------------- | ----------------- | ---------------------- | ---------------- | ---------------- |
| 1.               | Juan Pedro López  | Trek-Segafredo         | 86t 49' 54"      |                  |
| 2.               | Santiago Buitrago | Bahrain Victorious     | + 5' 43"         |                  |
| 3.               | Pavel Sivakov     | Ineos Grenadiers       | + 23' 03"        |                  |
| 4.               | Thymen Arensman   | Team DSM               | + 23' 51"        |                  |
| 5.               | Luca Covili       | Bardiani CSF Faizanè   | + 1t 11' 44"     |                  |
| 6.               | Gijs Leemreize    | Jumbo-Visma            | + 1t 41' 00"     |                  |
| 7.               | Vadim Pronskiy    | Astana Qazaqstan Team  | + 1t 44' 30"     |                  |
| 8.               | Mauri Vansevenant | Quick-Step Alpha Vinyl | + 1t 45' 04"     |                  |
| 9.               | Attila Valter     | Groupama-FDJ           | + 1t 57' 13"     |                  |
| 10.              | Ben Tulett        | Ineos Grenadiers       | + 2t 08' 46"     |                  |

| Ungdomstävlingen | Ungdomstävlingen  | Ungdomstävlingen       | Ungdomstävlingen | Ungdomstävlingen |
| Cyklist          | Cyklist           | Lag                    | Tid              |                  |
| ---------------- | ----------------- | ---------------------- | ---------------- | ---------------- |
| 1.               | Juan Pedro López  | Trek-Segafredo         | 86t 49' 54"      |                  |
| 2.               | Santiago Buitrago | Bahrain Victorious     | + 5' 43"         |                  |
| 3.               | Pavel Sivakov     | Ineos Grenadiers       | + 23' 03"        |                  |
| 4.               | Thymen Arensman   | Team DSM               | + 23' 51"        |                  |
| 5.               | Luca Covili       | Bardiani CSF Faizanè   | + 1t 11' 44"     |                  |
| 6.               | Gijs Leemreize    | Jumbo-Visma            | + 1t 41' 00"     |                  |
| 7.               | Vadim Pronskiy    | Astana Qazaqstan Team  | + 1t 44' 30"     |                  |
| 8.               | Mauri Vansevenant | Quick-Step Alpha Vinyl | + 1t 45' 04"     |                  |
| 9.               | Attila Valter     | Groupama-FDJ           | + 1t 57' 13"     |                  |
| 10.              | Ben Tulett        | Ineos Grenadiers       | + 2t 08' 46"     |                  |

| Lagtävlingen | Lagtävlingen                       | Lagtävlingen | Lagtävlingen |
| Lag          | Lag                                | Tid          |              |
| ------------ | ---------------------------------- | ------------ | ------------ |
| 1.           | Bahrain Victorious                 | 259t 48' 12" |              |
| 2.           | Bora-Hansgrohe                     | + 4' 07"     |              |
| 3.           | Ineos Grenadiers                   | + 1t 22' 29" |              |
| 4.           | Intermarché-Wanty-Gobert Matériaux | + 1t 23' 57" |              |
| 5.           | Astana Qazaqstan Team              | + 2t 18' 46" |              |
| 6.           | Trek-Segafredo                     | + 2t 21' 10" |              |
| 7.           | Jumbo-Visma                        | + 2t 40' 16" |              |
| 8.           | UAE Team Emirates                  | + 3t 21' 02" |              |
| 9.           | BikeExchange-Jayco                 | + 3t 29' 58" |              |
| 10.          | Movistar Team                      | + 3t 39' 45" |              |

| Lagtävlingen | Lagtävlingen                       | Lagtävlingen | Lagtävlingen |
| Lag          | Lag                                | Tid          |              |
| ------------ | ---------------------------------- | ------------ | ------------ |
| 1.           | Bahrain Victorious                 | 259t 48' 12" |              |
| 2.           | Bora-Hansgrohe                     | + 4' 07"     |              |
| 3.           | Ineos Grenadiers                   | + 1t 22' 29" |              |
| 4.           | Intermarché-Wanty-Gobert Matériaux | + 1t 23' 57" |              |
| 5.           | Astana Qazaqstan Team              | + 2t 18' 46" |              |
| 6.           | Trek-Segafredo                     | + 2t 21' 10" |              |
| 7.           | Jumbo-Visma                        | + 2t 40' 16" |              |
| 8.           | UAE Team Emirates                  | + 3t 21' 02" |              |
| 9.           | BikeExchange-Jayco                 | + 3t 29' 58" |              |
| 10.          | Movistar Team                      | + 3t 39' 45" |              |